# Hypsiprymnodon moschatus
Pour les articles homonymes, voir Kangourou (homonymie).
Genre
Espèce
Répartition géographique
Statut de conservation UICN

 LC  : Préoccupation mineure
Statut CITES
Le kangourou-rat musqué (Hypsiprymnodon moschatus, Musky Rat-kangaroo en anglais) est un petit marsupial, trouvé dans les forêts humides en Australie et en Nouvelle-Guinée.

## Systématique
Classé par certains scientifiques dans la sous-famille des Hypsiprymnodontinae de la famille des Potoroidae, les plus récentes recherches l'élèvent au rang de famille des Hypsiprymnodontidae en y incluant également des rats-kangourous préhistoriques.

## Description
C'est le plus petit des macropodes. Il mesure environ 23 cm de long.

## Comportement
Il est quadrupède et uniquement diurne. Il se déplace en étirant simultanément ses pattes avant puis en rapprochant ensemble ses pattes arrière.

## Alimentation
Il se nourrit de fruits tombés sur le sol et de petits invertébrés.

## Reproduction
Les femelles ont 2 ou 3 petits qu'elles gardent dans leur poche marsupiale jusqu'à environ 21 semaines.

## Galerie

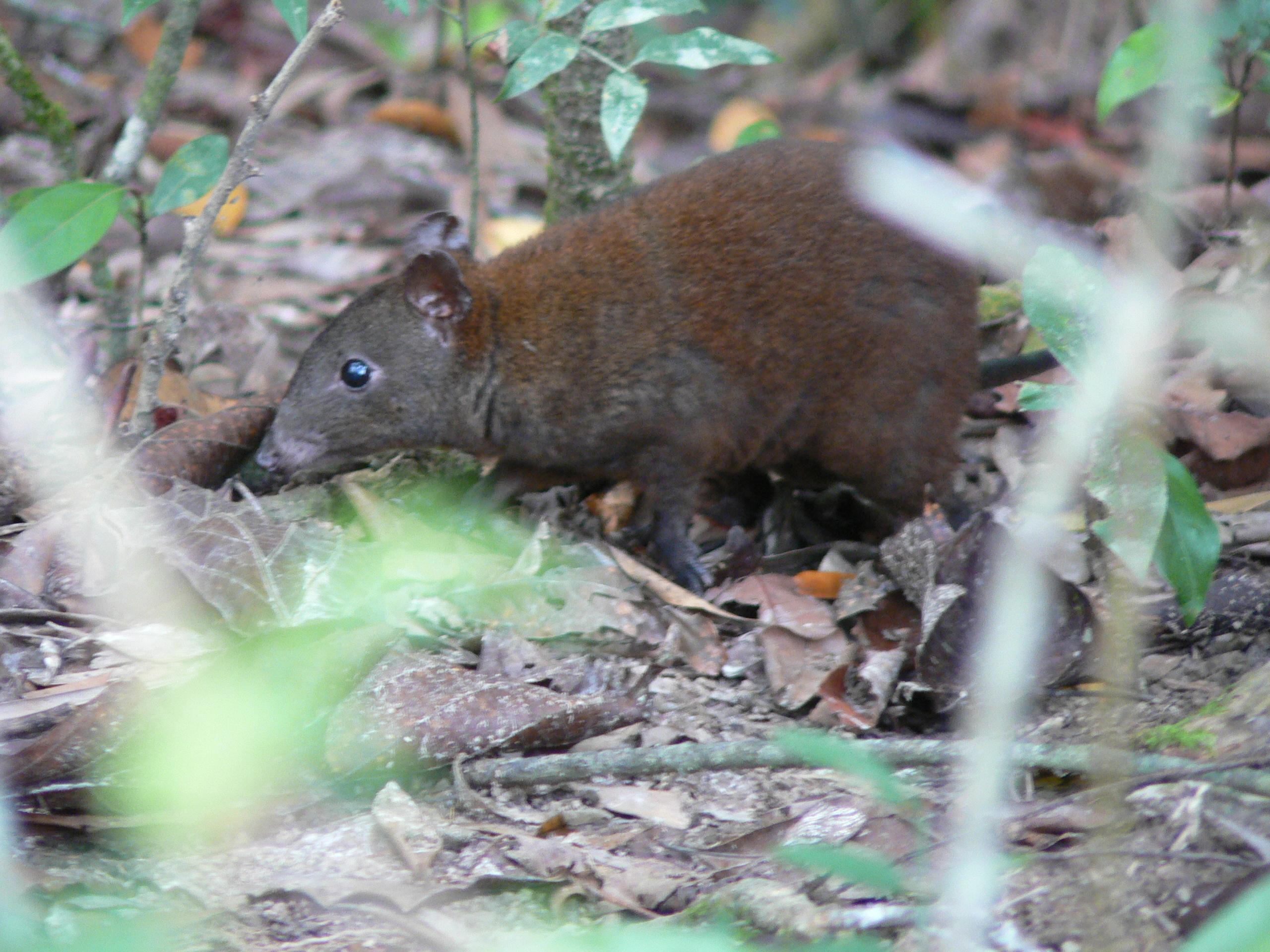

### genreHypsiprymnodon
- (en) Catalogue of Life : Hypsiprymnodon Ramsay, 1876 (consulté le 11 décembre 2020)
- (en) Paleobiology Database : Hypsiprymnodon  Ramsay 1876
- (fr + en) ITIS : Hypsiprymnodon  Ramsay, 1876
- (en) Animal Diversity Web : Hypsiprymnodon
- (en) NCBI : Hypsiprymnodon (taxons inclus)
- (en) UICN : taxon  Hypsiprymnodon  (consulté le 7 janvier 2023)

### espèceHypsiprymnodon moschatus
- (en) Catalogue of Life : Hypsiprymnodon moschatus Ramsay, 1876 (consulté le 15 décembre 2020)
- (fr + en) ITIS : Hypsiprymnodon moschatus  Ramsay, 1876
- (en) Animal Diversity Web : Hypsiprymnodon moschatus
- (en) NCBI : Hypsiprymnodon moschatus (taxons inclus)
- (en) UICN : espèce Hypsiprymnodon moschatus Ramsay, 1876 (consulté le 21 mai 2015)
- Chambers Wildlife Rainforest Lodges
- Australian Natural History Safari
- Pictures and facts about the Musky rat kangaroo